# Вардаровско селище
Вардаровското селище (на гръцки: Αρχαίος οικισμός Aξιοχωρίου) е археологически обект край кукушкото село Вардаровци (Аксиухори), Гърция.

## Местоположение
Селищната могила е разположена непосредствено южно от селото, на източния бряг на Вардар (Аксиос). Според гръцки източници местността носи старото име на селото Вардаровци (Bαρδαρόφτσα) или Тумба. В съседство има останки от историческия период и гробища от класическия и римския период.

## История
Археологическият интерес на това място първоначално е демонстриран от разкопките и повърхностните проучвания, извършени в по-широкия район на Кукуш по време на Първата световна война (1915-1918) от британски археолози, служещи в в британските части.
При разкопките на пробни участъци на склона на Тумба са разкрити жилищни нива с останки от опожарени колиби, с плетени стени, техника на тръстика и тухла, както и с каменна инфраструктура. Въз основа на оцелелите строителни останки, къщите са построени на платформи. Малки групи камъни показват възможното съществуване на огнища, които се свързват с овъглени семена и дървени греди, воденични камъни и плоски камъни.
В керамиката, дошла от проучванията на разкопките, са представени всички фази на бронзовата епоха (ранна, средна, късна), ранножелязната епоха, както и всички по-късни фази на обитаване в по-широкия район на долината на Вардар до III век пр.н.е. Не е представена неолитната епоха. Основната епоха на селището обхваща късноеладската III фаза с като керамика от микенски тип, местна и вносна и прехода от късната бронзова епоха към ранната желязна епоха.
В 1986 година обектът е обявен за защитен паметник. В 1994 година защитената зона е разширена.

## Идентификация
За археологическия обект Аксиохори се предлага идентификацията му с древния град Амидон, който се смята за омировата столица на Пеония в областта на долното течение на Вардар.
Точното местоположение на Амидон обаче не е сигурно. Според британския археолог Уилям Хъртли и британския историк Никълъс Хамънд Амидон е край Вардаровци поради обхвата и централното местоположение на това селище спрямо останалите селища в района. Но според втора по-малко вероятна версия на британския археолог Стенли Касон, базирана на информацията на Омир, че близо до град Амидон е имало извор, местоположението на античния град е край Аматово (днес Аспрос).
Страбон (края на I век пр. Хр.; началото на I век сл. Хр.) се отнася до унищожаването на Амидон от Аргеадите, а Стефан Византийски (VI век сл. Хр.) споменава Амидон, град в Пеония.